# خافيير تارانتينو
خافيير تارانتينو (بالإسبانية: Francisco Javier Tarantino) هو لاعب كرة قدم إسباني في مركزي ظهير ‏ وقلب الدفاع، ولد في 26 يونيو 1984 في بيرميو في إسبانيا. شارك مع منتخب إسبانيا تحت 16 سنة لكرة القدم ومنتخب إسبانيا تحت 17 سنة لكرة القدم ومنتخب إسبانيا تحت 19 سنة لكرة القدم ومنتخب إسبانيا تحت 21 سنة لكرة القدم ومنتخب إسبانيا تحت 23 سنة لكرة القدم. أما مع النوادي، فقد لعب مع أتلتيك بيلباو ب وأتلتيك بيلباو وديبورتيفو ألافيس ونادي ألباسيتي ونادي باسكونيا ونادي تينيريفي ونادي سيستاو ريفر ونادي قرطاجنة ونومانسيا.

## وصلات خارجية
- خافيير تارانتينو على موقع الاتحاد الدولي (مؤرشف)  (الإنجليزية)
- خافيير تارانتينو على موقع قاعدة بيانات كرة القدم.إي يو (الإنجليزية)
- خافيير تارانتينو على موقع Soccerway.com (الإنجليزية)
- خافيير تارانتينو على موقع AS.com (الإسبانية)